# K-théorie de Milnor
La K-théorie de Milnor, théorie mathématique introduite par John Milnor, fait partie des premières tentatives pour définir les groupes de K-théorie algébrique d'ordre supérieur.

## Définition
Le calcul du K2 d'un corps F a conduit Milnor à la définition ad hoc suivante des K-groupes d'indices supérieurs par
donc comme le quotient (gradué) de l'algèbre tensorielle du groupe abélien F× par l'idéal bilatère engendré par les a ⊗ (1 – a) pour a ≠ 0, 1.
Le produit tensoriel sur T*F induit un produit KMm × KMn → KMm+n qui fait de KM(F) un anneau gradué qui est commutatif (au sens gradué).

## Exemples
Pour n = 0, 1 ou 2, ces K-groupes de corps coïncident avec ceux de Quillen, mais pour n ≥ 3, ils sont en général différents.
KMn(Fq) = 0 pour n ≥ 2 (alors que le K-groupe de Quillen K2i – 1(Fq), pour i ≥ 1, est cyclique d'ordre qi – 1).
KM2(ℂ) est un groupe divisible non dénombrable sans torsion.
KM2(ℝ) est la somme directe d'un sous-groupe cyclique d'ordre 2 et d'un sous-groupe divisible non dénombrable sans torsion.
KM2(ℚp) est la somme directe du groupe multiplicatif de Fp et d'un sous-groupe divisible non dénombrable sans torsion.
KM2(ℚ) est la somme directe d'un sous-groupe cyclique d'ordre 2 et de sous-groupes cycliques d'ordre p – 1, pour tout nombre premier p impair.

## Liens avec d'autres théories
La K-théorie de Milnor joue un rôle essentiel en théorie des corps de classes supérieure (en), remplaçant KM1 utilisé en théorie des corps de classes de dimension 1.
La K-théorie de Milnor modulo 2, notée k✲(F), est liée à la cohomologie étale (ou de Galois) du corps F par la conjecture de Milnor, démontrée par Vladimir Voïevodski. L'énoncé analogue modulo un nombre premier impair est la conjecture de Bloch-Kato (en), démontrée par Voevodsky et Rost.
On définit le « symbole » {a1, … , an} comme l'image de a1⊗ … ⊗ an dans KMn(F) : si n = 2, c'est un symbole de Steinberg.
On définit pour tout n un morphisme de kn(F) dans le groupe de Witt de F, en associant à ce symbole la forme de Pfister (en) de dimension 2n
{\displaystyle \langle \langle a_{1},a_{2},\ldots ,a_{n}\rangle \rangle =\langle 1,a_{1}\rangle \otimes \langle 1,a_{2}\rangle \otimes \ldots \otimes \langle 1,a_{n}\rangle .}
Vu comme à valeurs dans In/In+1, ce morphisme est surjectif car les formes de Pfister engendrent additivement In. La conjecture de Milnor s'interprète comme l'injectivité de ce morphisme.